# Língua ngaanyatjarra
Ngaanyatjarra (também Ngaanyatjara, Ngaanjatjarra) é uma língua aborígene australiana pertencente ao grupo das línguas Wati dentro das Pama–Nyungan. É um dos dialetos das Línguas do deserto ocidental, sendo muito semelhante e mutuamentwe inteligível com a vizinha língua naatjatjarra.
A maioria das pessoas que falam Ngaanyatjarra vive em uma das comunidades de Warburton, Austrália Ocidental, Warakurna, Tjukurla, Papulankutja (Blackstone, Austrália Ocidental, Blackstone), Mantamaru (Jameson) ou Kaltukatjara (no rio Docker), Território do Norte, falantes see mudaram para Cosmo Newbery (Yilka) e Laverton na área de Eastern Goldfields da Austrália Ocidental.

## Origem do nome
O nome  Ngaanyatjarra  deriva da palavra ngaanya 'isto' que, combinado com o sufixo comitativo -tjarra significa "tendo ngaanya  (como a palavra para 'isto')". Isso a distingue de seu vizinho próximo, Ngaatjatjarra, que tem "ngaatja" para "isso".

## Escrita
A língua Ngaanyatjarra usa o alfabeto latino numa forma bastante reduzida, não usa as letras O, B, C, D, F, G', (exceto em Ng), H, J, Q, S, V, X, Y, Z. Usam-se as formas Ly, Ng, Ny, Rl, Rn, Rr, Rt, Tj.

## Amostra de texto
Watilu kurringka watjarru kulkultju kutipitjaku tjutipungka katuma mirrkatju pala tjurra wanti. Nyangka minymali mirrka paarnu tjunu wantirru tjarrpangu wiltjangka kankunarringu. Nyangku tjilku katjarralu pitjangu mirrka mantjirnu katingu ngalungu. Nyangka wataa mungangka pitjangku kurrinku.
Português
Um homem disse à esposa: “Vamos caçar, alvejar algo e trazer de volta. Cozinhe um pouco de comida e guarde-a para mim”. Então a mulher cozinhou a comida, colocou-a de lado, foi para a sombra de uma árvore e foi dormir. Então duas crianças vieram e levaram a comida embora e a comeram. Quando o homem chegou em casa à noite, não havia comida para ele..